# Parafia Podwyższenia Krzyża Świętego w Krakowie (greckokatolicka)
Parafia greckokatolicka Podwyższenia Krzyża Pańskiego w Krakowie – parafia greckokatolicka w Krakowie w dekanacie krakowsko-krynickim, na terenie archieparchii przemysko-warszawskiej.

## Historia parafii
Po przeprowadzonej przez władze austriackie kasacji klasztorów, opuszczona przez siostry  Norbertanki świątynia została 26 lutego 1808 roku na mocy dekretu Nr 2786 przekazana na własność parafii greckokatolickiej. W roku 1947 władze komunistyczne zlikwidowały działającą parafię, należącą do dekanatu leżajskiego, budynek po kilku latach przekazano oo. Saletynom, a ikonostas rozebrano i przeniesiono do archiwów Muzeum Jana Matejki.
W roku 1998 parafia greckokatolicka odzyskała swoją własność. OO. Saletyni do końca 2001 roku opuścili świątynię a grekokatolicy powrócili do swojej cerkwi. Odzyskany dzięki wieloletnim staraniom parafii greckokatolickiej zabytkowy ikonostas zrekonstruowano i odrestaurowano. Został on ponownie wzniesiony, a w listopadzie 2004 roku poświęcony przez zwierzchnika grekokatolików w Polsce metropolitę przemysko-warszawskiego, arcybiskupa Jana Martyniaka.
W pomieszczeniu obok kruchty znajduje się  ikonostas wykonany w latach 60. XX w. przez artystę Jerzego Nowosielskiego. Ikonostas ten służył do celów kultu religijnego w kaplicy kościoła św. Katarzyny, w której parafia greckokatolicka korzystając z gościnności OO. Augustynianów działała w latach 1958-1998.
W 2007 r. przy parafii rozpoczęła działalność grupa duszpasterska dla ukraińskich studentów.

## Cerkiew parafialna
Cerkiew greckokatolicka pw. Podwyższenia Krzyża Świętego została wzniesiona w latach 1636–1643 w stylu barokowym jako kościół pw. św. Norberta, przeznaczony dla sióstr Norbertanek.
Pod koniec XIX wieku dzięki staraniom proboszcza o. Iwana Borsuka oraz parafian, w cerkwi wzniesiono ikonostas – najważniejszy element świątyni obrządku wschodniego. Murowany ikonostas zaprojektowany został przez  architekta, Tadeusza Stryjeńskiego, natomiast ikony do tego ikonostasu według projektu Jana Matejki namalował jego uczeń, Władysław Rossowski.

## Duszpasterstwo
Proboszczowie:
- ks. Florijan Kudrewycz OSBM (1797-1834);
- ks. Łew Laurysewycz (1852-1854);
- ks. Iwan Ławrowśkyj (1854-1860, administrator parafii);
- ks. Iwan Ławrowśkyj (1860-1863);
- ks. Stepan Ławrysewycz (1863-1864, administrator parafii);
- ks. Mykoła Liwczak (1864-1867);
- ks. Josyf Czerlunczakewycz (1868-1885, administrator parafii);
- ks. Iwan Borsuk (1885-1888, administrator parafii);
- ks. Iwan Borsuk (1888-1909);
- ks. Iwan Uruśkyj (1909-1910, administrator parafii);
- ks. Petro Łewyćkyj (1910-1914);
- ks. Iwan Uruśkyj (1914-przypuszczalnie do 1918);
- ks. Iwan Uruśkyj (przypuszczalnie od 1924-1932);
- ks. Pawło Chruszcz (1932-1944, administrator parafii)[3];
- ks. Stepan Hrab (1944-1947, administrator parafii);
- ks. Mykoła Deńko (1958-1986);
- ks. Mirosław Michaliszyn (1986-1996, administrator parafii);
- ks. Michał Feciuch (1996-2006, administrator parafii);
- ks. prot. Piotr Pawliszcze (od 2006 proboszcz parafii).